# جرج اولاه
جرج اندرو اولاه (به انگلیسی: George Andrew Olah) با نام اصلی (به مجاری: Oláh György) (متولد ۲۲ مه ۱۹۲۷ – درگذشته ۸ مارس ۲۰۱۷) در بوداپست متولد شد. او یک شیمی‌دان مجارستانی-آمریکایی بود و زمینه اصلی تحقیقت او توسعه روش‌های تهیه کربوکاتیون‌ها با کمک سوپراسیدها بود و به همین خاطر در سال ۱۹۹۴، موفق به کسب جایزه نوبل شیمی «به خاطر دستاوردهایش در زمینه شیمی کربوکاتیونها» شد.